# Gonzaga Bulldogs
Gonzaga Bulldogs (potocznie Zags) – nazwa drużyn sportowych reprezentujących amerykańską uczelnię Gonzaga University. Bulldogs biorą udział w akademickich rozgrywkach National Collegiate Athletic Association (NCAA) w Dywizji I jako członek West Coast Conference. Gonzaga dołączy do Pac-12 Conference w lipcu 2026 roku.

## Sekcje sportowe uczelni

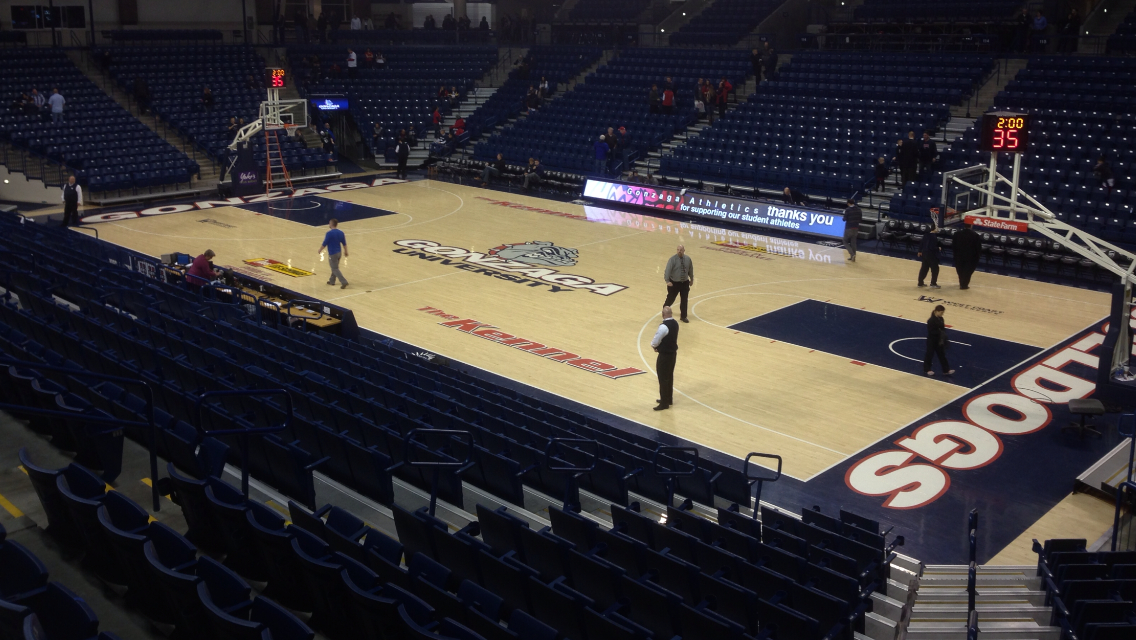
McCarthey Athletic Center.

| Mężczyźni - baseball - bieg przełajowy - golf - koszykówka - lekkoatletyka - piłka nożna - tenis - wioślarstwo | Kobiety - bieg przełajowy - golf - koszykówka - lekkoatletyka - piłka nożna - siatkówka - tenis - wioślarstwo |

Sekcje nieistniejące
- boks (1): 1950[1]
- futbol amerykański

## Obiekty sportowe
- McCarthey Athletic Center – hala sportowa o pojemności 6000 miejsc, w której odbywają się mecze koszykówki[2]
- Martin Centre – hala sportowa o pojemności 2000 miejsc, w której odbywają się mecze siatkówki[2]
- Patterson Baseball Complex – stadion baseballowy o pojemności 1500 miejsc[3]
- Luger Field – stadion piłkarski[4]
- The Stevens Center – kryte korty tenisowe[5]